# Fabián Noguera
Fabián Ariel Noguera (Ramos Mejía, 20 marzo 1993) è un calciatore argentino, difensore del Newell's Old Boys.

## Caratteristiche tecniche
È un difensore centrale.

## Carriera
Cresciuto nelle giovanili del Banfield, esordisce in prima squadra il 24 ottobre 2012 disputando da titolare il match perso contro il Gimnasia (J) e segnando al 54' la rete del definitivo 1-2.

## Palmarès
- Campionato argentino di seconda divisione: 1

Banfield: 2013-2014